# Vanduzeeina borealis
Vanduzeeina borealis är en insektsart som beskrevs av Van Duzee 1925. Vanduzeeina borealis ingår i släktet Vanduzeeina och familjen sköldskinnbaggar. Inga underarter finns listade i Catalogue of Life.